# 정읍북초등학교
정읍북초등학교는 대한민국 전북특별자치도 정읍시에 있는 초등학교이다.

## 학교 연혁
- 1983. 09. 30. 정주북국민학교 개교(1,2학년 6개 학급)
- 1984. 08 .09. 정주북국민학교 병설유치원 개원(1학급)
- 1984. 10. 04. 본관 및 후관 11교실 준공
- 1993. 03. 01. 도지정 학력관리 시범학교 운영
- 1996. 03. 01. 정읍북초등학교로 교명 변경
- 1997. 03. 01. 방송교육 시범학교 운영
- 2001. 03. 01. 도지정 에너지 절약 시범학교 운영
- 2001. 06. 09. 24교실 증축 준공
- 2002. 03. 01. 도지정 봉사활동 시범학교 운영
- 2003. 03. 01. 초등 23학급 유치원 2학급 편성
- 2003. 09. 01. 초등 20학급 유치원 2학급 편성(학구 재조정)
- 2005. 03. 15. 도지정 흡연예방 중심학교
- 2006. 11. 13. 전라북도교육청 학교평가 1위
- 2007. 12. 13. 정읍교육청 학교경영 우수학교 선정
- 2008. 01. 30. 전라북도 교육청 교육과정운영 우수학교 선정
- 2009. 12. 29. 정읍교육청 학교평가 우수학교 선정
- 2010. 03. 01- 2012. 02. 29 교과부 요청 도지정 학부모 정책 시범학교 2년 운영
- 2010. 12. 28. JB e-명품교육과정 우수학교 선정
- 2010. 12. 31. 전라북도 정읍교육청 학교 교육과정 우수학교 선정
- 2015. 03. 01. 제11대 장동원 교장 부임
- 2015. 03. 01. 초등 21학급, 특수 1학급, 유치원 1학급 편성